# Раджабхішека

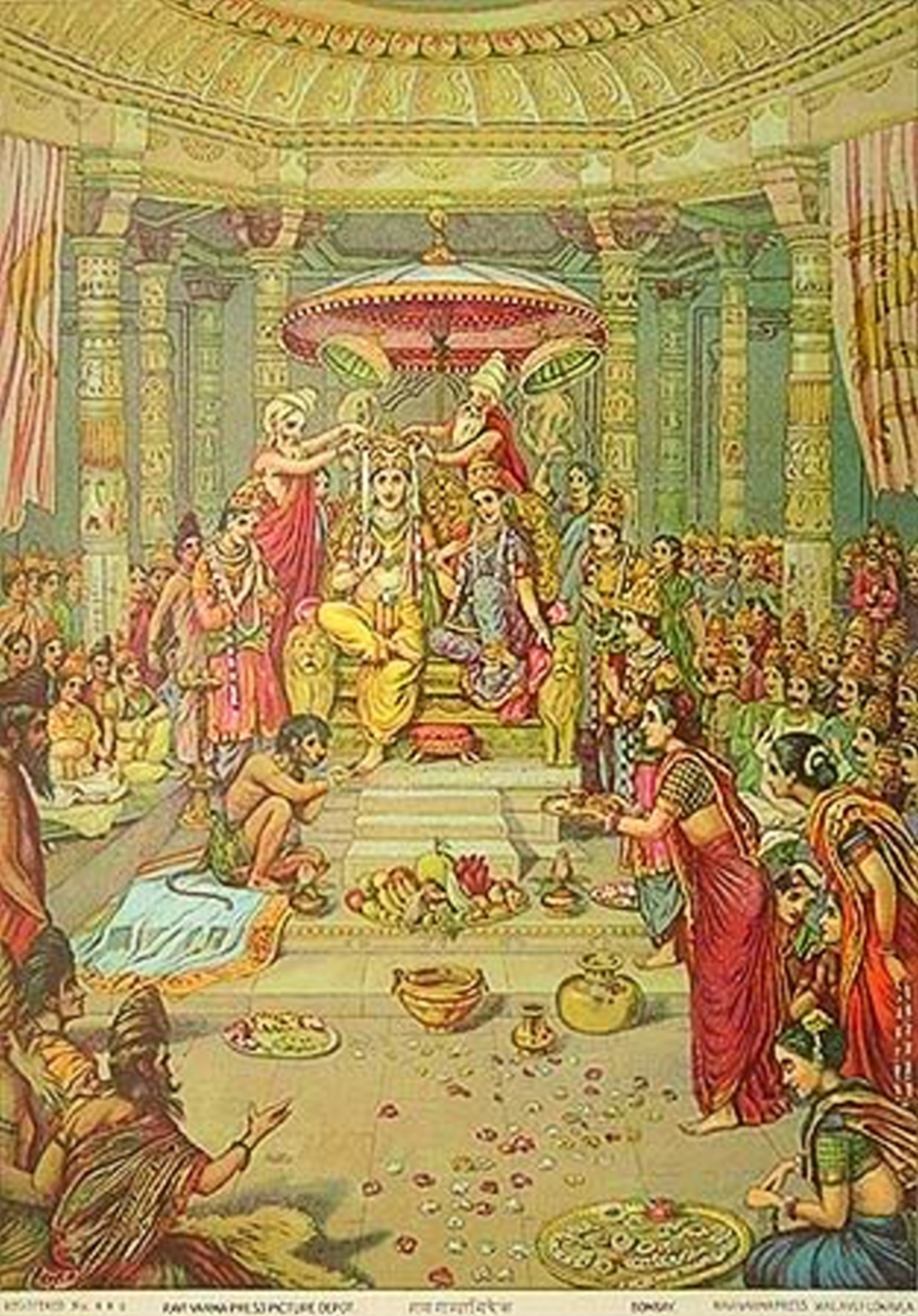
Рам Раджабхішека

Раджабхішека - пізня ведична церемонія коронації. Так само називались церемонії коронації монархів в Середньовічних індійських монархіях. 
Раджабхішека ще називали церемонію помазання державних чиновників, особливо глав держав, під час вступу на престол або для відзначення якихось урочистих подій.
На основі традиції Раджабхішеки також відбувались церемонії коронації монархів Непалу.